# Saint-Maigrin
Saint-Maigrin is een gemeente in het Franse departement Charente-Maritime (regio Nouvelle-Aquitaine) en telt 526 inwoners (1999). De plaats maakt deel uit van het arrondissement Jonzac.

## Geografie
De oppervlakte van Saint-Maigrin bedraagt 21,3 km², de bevolkingsdichtheid is 24,7 inwoners per km².
De onderstaande kaart toont de ligging van Saint-Maigrin met de belangrijkste infrastructuur en aangrenzende gemeenten.

## Demografie
Onderstaande figuur toont het verloop van het inwonertal (bron: INSEE-tellingen).